# Borkowice (gemeente)
De gemeente Borkowice is een landgemeente in het Poolse woiwodschap Mazovië, in powiat Przysuski.
De zetel van de gemeente is in Borkowice.
Op 30 juni 2004 telde de gemeente 4683 inwoners.

## Oppervlakte gegevens
In 2002 bedroeg de totale oppervlakte van gemeente Borkowice 86,06 km², waarvan:
- agrarisch gebied: 57%
- bossen: 37%

De gemeente beslaat 10,75% van de totale oppervlakte van de powiat.

## Demografie
Stand op 30 juni 2004:
| Omschrijving                   | Totaal | Totaal | Vrouwen | Vrouwen | Mannen | Mannen |
| ------------------------------ | ------ | ------ | ------- | ------- | ------ | ------ |
| eenheid                        | aantal | %      | aantal  | %       | aantal | %      |
| inwoners                       | 4683   | 100    | 2324    | 49,6    | 2359   | 50,4   |
| bevolkingsdichtheid (inw./km²) | 54,4   | 54,4   | 27      | 27      | 27,4   | 27,4   |

In 2002 bedroeg het gemiddelde inkomen per inwoner 1327,82 zł.

## Administratieve plaatsen (sołectwo)
Bolęcin, Borkowice, Bryzgów, Kochanów, Ninków, Niska Jabłonica, Politów, Radestów, Rudno, Rusinów, Ruszkowice, Rzuców, Smagów, Wola Kuraszowa, Wymysłów, Zdonków.

## Aangrenzende gemeenten
Chlewiska, Przysucha, Wieniawa